# Rhaphium macalpini
Rhaphium macalpini är en tvåvingeart som beskrevs av Negrobov 1986. Rhaphium macalpini ingår i släktet Rhaphium och familjen styltflugor. Inga underarter finns listade i Catalogue of Life.